# Blanco (Familienname)
Blanco (span. = „weiß“) ist ein von einem Spitznamen abgeleiteter spanischer Familienname.

## Namensträger

### A
- Alberto Blanco (Gewichtheber) (* 1950), kubanischer Gewichtheber
- Alberto Blanco (Dichter) (* 1951), mexikanischer Dichter
- Alberto Fernández Blanco (1955–1984), spanischer Radrennfahrer
- Aleoscar Blanco (* 1987), venezolanischer Volleyballspieler
- Álex Blanco (* 1998), spanischer Fußballspieler
- Alfonso Blanco (* 1986), venezolanischer Boxer
- Alfonso Blanco (Fußballspieler) (* 1987), mexikanischer Fußballspieler
- Antonio Blanco (Fußballspieler) (* 2000), spanischer Fußballspieler
- Antonio Guzmán Blanco (1829–1899), venezolanischer General und Politiker
- Antonio Jiménez Blanco († 2014), spanischer Politiker

### B
- Beatriz Blanco (* 1987), spanische Cellistin und Hochschullehrerin
- Benny Blanco (Benjamin Levin; * 1988), US-amerikanischer Produzent und Liedschreiber
- Billy Blanco (1924–2011), brasilianischer Komponist

### C
- Carlos Blanco Castañón (1928–2011), mexikanischer Fußballspieler
- Carlos Blanco Pérez (* 1986), spanischer Schriftsteller, Ägyptologe, Philosoph und Chemiker
- Carmen Blanco (* 1954), galicische Schriftstellerin
- Cecilia Blanco (* 1979), spanische Judoka
- Celia Blanco (* 1977), spanische Pornodarstellerin, siehe Cecilia Gessa
- Cuauhtémoc Blanco (* 1973), mexikanischer Fußballspieler

### D
- Daniel Francisco Blanco Méndez (* 1973), costa-ricanischer Geistlicher, römisch-katholischer Weihbischof in San José de Costa Rica
- Dante Córdova Blanco (* 1943), peruanischer Politiker
- David Blanco (* 1975), spanischer Radrennfahrer
- Diego Blanco (* 1994), uruguayischer Fußballspieler

### E
- Eduardo Blanco Amor (1897–1979), galicischer Schriftsteller
- Elías Blanco Mamani (* 1962), bolivianischer Journalist, Literaturwissenschaftler und Biograf
- Esteban Blanco (* 1981), costa-ricanischer Schwimmer

### F
- Fabio Blanco (* 2004), spanischer Fußballspieler
- Félix del Blanco Prieto (1937–2021), vatikanischer Geistlicher, Erzbischof von Vannida
- Fernando Blanco (Fußballspieler) (* 1951), mexikanischer Fußballspieler
- Fernando Blanco y Lorenzo OP (1812–1881), spanischer Ordensgeistlicher und Erzbischof von Valladolid
- Francisco Manuel Blanco (1778–1845), spanischer Botaniker

### G
- Galo Blanco (* 1976), spanischer Tennisspieler
- Garbiñe Muguruza Blanco (* 1993), spanische Tennisspielerin, siehe Garbiñe Muguruza
- Giovanna Blanco (* 1982), venezolanische Judoka
- Griselda Blanco (1943–2012), kolumbianische Drogenhändlerin

### H
- Hugo Blanco Galdós (1934–2023), peruanischer Politiker
- Hugo Blanco Galiasso (* 1937), argentinischer Schauspieler
- Hugo Blanco Manzo (1940–2015), venezolanischer Musiker

### I
- Ignacio Matte Blanco (1908–1995), chilenischer Psychiater und Psychologe
- Isabel Blanco (Schauspielerin) (* 1971), spanische Schauspielerin
- Isabel Blanco (Handballspielerin) (* 1979), norwegische Handballspielerin
- Ismael Blanco (* 1983), argentinischer Fußballspieler

### J
- Jackie Lou Blanco (* 1964), philippinische Schauspielerin
- Jesús Blanco (* 1946), argentinischer Ringer
- Jesús Blanco Villar (* 1962), spanischer Radrennfahrer
- Jesús Tirso Blanco (1957–2022), argentinischer Ordensgeistlicher und Missionar, Bischof von Lwena
- Joaquín Blanco (1938–2011), spanischer Schauspieler
- Joaquín Blanco (Segler) (* 1957), spanischer Segler
- Jorge Blanco (Künstler) (* 1945), venezolanisch-US-amerikanischer Maler und Bildhauer
- Jorge Blanco (Regisseur, I), Filmregisseur, Schauspieler und Drehbuchautor
- Jorge Blanco (Regisseur, II), Animationsfilmregisseur und Drehbuchautor
- Jorge Blanco (Schauspieler) (* 1991), mexikanischer Schauspieler und Sänger
- Jorge Blanco (Leichtathlet) (* 1993), spanischer Leichtathlet
- José Blanco López (* 1962), spanischer Politiker (PSOE)
- José Luis Blanco (* 1975), spanischer Hindernisläufer
- José Maria Blanco White (1775–1841), spanisch-irischer Schriftsteller und Theologe
- José Miguel Blanco (1839–1897), chilenischer Bildhauer
- José Blanco-Chock, puerto-ricanischer Rennfahrer
- Juan Blanco (Komponist) (1919–2008), kubanischer Komponist
- Juan Blanco Benalver (* 1959), kubanischer Hockeyspieler
- Juan Benito Blanco (1789–1843), uruguayischer Politiker
- Juan Carlos Blanco (* 1981), venezolanischer Volleyballspieler
- Juan José Blanco (* 1985), uruguayischer Fußballspieler

### K
- Kathleen Blanco (1942–2019), US-amerikanische Politikerin (Louisiana)
- Kepa Blanco (* 1984), spanischer Fußballspieler

### L
- Laura Blanco (* 1965), spanische Radrennfahrerin
- Leandro Blanco (* 1974), deutscher Schauspieler
- Léster Blanco (* 1989), salvadorianischer Fußballspieler
- Lorena Blanco (* 1977), peruanische Badmintonspielerin
- Lucio Blanco (1879–1922), mexikanischer Revolutionär und General
- Luis Blanco-Soler (1894–1988), spanischer Architekt
- Luis Carrero Blanco (1904–1973), spanischer Admiral und Politiker

### M
- Manuel Blanco Encalada (1790–1876), chilenischer Offizier und Politiker
- María Blanco (* 1987), argentinische Fußballspielerin
- María Elena Blanco (* 1947), kubanische Dichterin, Essayistin und literarische Übersetzerin
- Maribel Blanco (* 1969), spanische Triathletin
- Marina B. Blanco, argentinisch-US-amerikanische Anthropologin und Primatologin
- Mark Blanco (* 1989), salvadorianischer Fußballspieler
- Marvin Blanco (* 1988), venezolanischer Leichtathlet
- Michael Blanco (* ≈1980), US-amerikanischer Jazzmusiker

### N
- Nelson Blanco (* 1999), salvadorianischer Fußballspieler

### O
- Oiana Blanco (* 1983), spanische Judoka
- Omar Blanco (* 1975), mexikanischer Fußballspieler
- Óscar Hernán Blanco Martínez (* 1964), chilenischer Geistlicher und Bischof von Punta Arenas

### P
- Pablo Blanco Sarto (* 1964), spanischer Theologe
- Patricia Blanco (* 1971), deutsche Sängerin und Reality-TV-Darstellerin
- Pedro Blanco (Sklavenhändler) (1795–1854), spanischer Sklavenhändler
- Pedro Blanco Soto (1795–1829), bolivianischer Politiker, Staatspräsident 1828
- Pedro José Blanco (um 1750–1811), spanischer Komponist, Organist und Harfenist
- Pedro Blanco López  (1883–1919), spanischer Komponist, Pianist und Musikkritiker

### R
- Ramón Blanco (* 1926), spanischer Skirennläufer
- Ricardo Blanco (Fußballspieler, 1989) (Ricardo José Blanco Mora, * 1989), costa-ricanischer Fußballspieler
- Ricardo Blanco (Fußballspieler, 1990) (Ricardo Darío Blanco, * 1990), argentinischer Fußballspieler
- Richard Blanco (* 1968), US-amerikanischer Lyriker kubanischer Abstammung
- Rita Blanco (* 1963), portugiesische Schauspielerin
- Roberto Blanco (* 1937), deutscher Schlagersänger
- Roberto Blanco (Fußballspieler) (* 1938), argentinischer Fußballspieler
- Rodolfo Blanco (* 1966), kolumbianischer Boxer
- Rolando Blanco (* 1972), guatemaltekischer Sprinter
- Roxana Blanco (* 1967), uruguayische Schauspielerin
- Rubén Blanco (* 1995), spanischer Fußballspieler
- Raúl González Blanco (* 1977), spanischer Fußballspieler, siehe Raúl (Fußballspieler)

### S
- Salvador Jorge Blanco (1926–2010), dominikanischer Politiker, Präsident 1982 bis 1986
- Santiago Blanco (* 1974), spanischer Radsportler
- Serge Blanco (* 1958), französischer Rugbyspieler
- Sergio Blanco (Sänger) (Sergio Blanco Rivas; 1948–2015), spanischer Sänger, Mitglied von Sergio y Estíbaliz
- Sergio Blanco (Dramatiker) (* 1971), uruguayischer Dramatiker und Theaterregisseur
- Sergio Blanco (Fußballspieler) (* 1981), uruguayischer Fußballspieler
- Silvestre Blanco (1783–1840), uruguayischer Politiker
- Sonia Blanco (* 1973), spanische Basketballspielerin
- Suzette Blanco (* 1948), kubanische Turnerin

### T
- Tomás Blanco (Schauspieler) (1910–1990), spanischer Schauspieler
- Tomás Néstor Blanco (* 1986), argentinischer Handballspieler und -trainer
- Tony Blanco (1980–2025), dominikanischer Baseballspieler

### V
- Vicente Blanco († 2010), spanisch-kolumbianischer Journalist

### Y
- Yurani Blanco (* 1998), spanische Radrennfahrerin